# توشیکو ساوادا
توشیکو ساوادا (انگلیسی: Toshiko Sawada؛ زادهٔ ۱۴ سپتامبر ۱۹۳۶) صداپیشه، و بازیگر اهل ژاپن است.